# Ahmet Üzümcü
Ahmet Üzümcü (30 agosto 1951) è un diplomatico turco, dal 2010 direttore generale dell'Organizzazione per la proibizione delle armi chimiche (OPAC).
Si è laureato presso il Dipartimento delle Relazioni Estere della Facoltà di Scienze Politiche dell'Università di Ankara.
Üzümcü è stato console presso il Consolato Generale di Aleppo (Siria) e ambasciatore in Israele dal 28 luglio 1999 al 30 giugno 2002. Tra il 2002 e il 2004 ha servito come rappresentante permanente della Turchia alla NATO. È stato nominato rappresentante permanente della Turchia all'Ufficio delle Nazioni Unite a Ginevra nel 2006 ed ha mantenuto l'incarico fino al 2010. Nel 2008 è diventato presidente della Conferenza sul disarmo.
Nel 2010 Üzümcü ha ricevuto un dottorato onorario alla Scuola di Diplomazia di Ginevra per lo scritto Lifetime Achievements in Arms Control and Disarmament. Nel 2013 ha ritirato ad Oslo a nome dell'OPAC il Premio Nobel per la pace.